# Милутин Івкович
 Милутин Івкович  (серб. Милутин Ивковић, нар. 3 березня 1906, Белград  — пом. 25 травня 1943, Яїнці) —  югославський футболіст, що грав на захисника. Відомий виступами за клуби «Югославія» і БАСК, а також національну збірну Югославії. Дворазовий чемпіон Югославії. Півфіналіст чемпіонату світу 1930 року. 

## Клубна кар'єра
З 1922 року виступав у клубі «Югославія». У 1923, 1924, 1925, 1926 і 1928 роках ставав з командою переможцем чемпіонату Белграда. 
Починаючи з 1923 року в країні почав проводитись національний чемпіонат, куди потрапляли найсильніші клуби регіональних змагань. У першому розіграші «Югославія» вибула у півфіналі. Натомість у чемпіонаті 1924 року здобула перемогу. На шляху до фіналу команда здолала «Славію» (Осієк) (5:2) і «Сомборський» (6:1), а у головному матчі перемогла «Хайдук» (Спліт) з рахунком 2:1.
У 1925 році «Югославія» повторила свій успіх. З однаковим рахунком 3:2 клуб послідовно переміг «Хайдук» (Спліт), «Славію» (Осієк) і «Граджянскі» (Загреб). Лідерами команди разом з Івковичем у чемпіонських сезонах були Бранко Петрович, Алоїз Махек, Драган Йованович, Стеван Лубурич, Душан Петкович, Бранислав Секулич та інші. 
У наступному році «Югославія» посіла друге місце, програвши у фіналі «Граджянскі» (1:2), а ще через рік клуб вперше не потрапив до фінального турніру, програвши САШКу у кваліфікації. В команді відбувалась зміна поколінь. Наступного разу клуб зумів потрапити в трійку призерів у 1929 році, коли посіла третє місце. Той чемпіонат став останнім для Івковича у «Югославії», він зіграв 7 матчів і забив 1 гол. Загалом у складі «Югославії» зіграв 235 матчів. 
З 1929 року Милутин грав за белградську команду «Соко», що у 1933 році була перейменована у БАСК.  З 1931 по 1939 команда регулярно виступала у чемпіонаті Югославії, досягнувши найвищого результату у 1938 році – 4 місце. У сезонах 1936-37 і 1938-39 також виконував функції граючого тренера клубу.
| Дата       | Місто      | Господарі      | Результат | Гості          | Турнір                  | Голи | Примітки        |
| ---------- | ---------- | -------------- | --------- | -------------- | ----------------------- | ---- | --------------- |
| 28.10.1925 | Прага      | Чехословаччина | 7 – 0     | Югославія      | товариський матч        | -    |                 |
| 04.11.1925 | Падуя      | Італія         | 2 – 1     | Югославія      | товариський матч        | -    | 46'             |
| 30.05.1926 | Загреб     | Югославія      | 3 – 1     | Болгарія       | товариський матч        | -    |                 |
| 13.06.1926 | Коломбо    | Франція        | 4 – 1     | Югославія      | товариський матч        | -    |                 |
| 28.06.1926 | Загреб     | Югославія      | 2 – 6     | Чехословаччина | товариський матч        | -    |                 |
| 03.10.1926 | Загреб     | Югославія      | 2 – 3     | Румунія        | Кубок короля Олександра | -    |                 |
| 10.05.1927 | Бухарест   | Румунія        | 0 – 3     | Югославія      | Кубок короля Олександра | -    |                 |
| 15.05.1927 | Софія      | Болгарія       | 0 – 2     | Югославія      | товариський матч        | -    |                 |
| 31.07.1927 | Белград    | Югославія      | 1 – 1     | Чехословаччина | товариський матч        | -    |                 |
| 28.10.1927 | Прага      | Чехословаччина | 5 – 3     | Югославія      | товариський матч        | -    |                 |
| 08.04.1928 | Загреб     | Югославія      | 2 – 1     | Туреччина      | товариський матч        | -    | Капітан команди |
| 06.05.1928 | Белград    | Югославія      | 3 – 1     | Румунія        | Кубок короля Олександра | -    |                 |
| 29.05.1928 | Амстердам  | Югославія      | 1 – 2     | Португалія     | Олімпійські ігри – 1/8  | -    |                 |
| 28.10.1928 | Прага      | Чехословаччина | 7 – 1     | Югославія      | товариський матч        | -    | Капітан команди |
| 10.05.1929 | Бухарест   | Румунія        | 2 – 3     | Югославія      | Кубок короля Олександра | -    |                 |
| 19.05.1929 | Коломбо    | Франція        | 1 – 3     | Югославія      | товариський матч        | -    | Капітан команди |
| 28.06.1929 | Загреб     | Югославія      | 3 – 3     | Чехословаччина | товариський матч        | -    |                 |
| 06.10.1929 | Бухарест   | Румунія        | 2 – 1     | Югославія      | Балканський кубок       | -    | Капітан команди |
| 28.10.1929 | Прага      | Чехословаччина | 4 – 3     | Югославія      | товариський матч        | -    |                 |
| 26.01.1930 | Афіни      | Греція         | 2 – 1     | Югославія      | Балканський кубок       | -    |                 |
| 13.04.1930 | Белград    | Югославія      | 6 – 1     | Болгарія       | товариський матч        | -    |                 |
| 04.05.1930 | Белград    | Югославія      | 2 – 1     | Румунія        | Кубок короля Олександра | -    | Капітан команди |
| 14.07.1930 | Монтевідео | Бразилія       | 1 – 2     | Югославія      | Чемпіонат світу – група | -    | Капітан команди |
| 17.07.1930 | Монтевідео | Болівія        | 0 – 4     | Югославія      | Чемпіонат світу – група | -    | Капітан команди |
| 27.07.1930 | Монтевідео | Уругвай        | 6 – 1     | Югославія      | Чемпіонат світу – 1/2   | -    | Капітан команди |
| 16.11.1930 | Софія      | Болгарія       | 0 – 3     | Югославія      | Балканський кубок       | -    |                 |
| 15.03.1931 | Белград    | Югославія      | 4 – 1     | Греція         | Балканський кубок       | -    | Капітан команди |
| 21.05.1931 | Белград    | Югославія      | 3 – 2     | Угорщина       | товариський матч        | -    | Капітан команди |
| 28.06.1931 | Загреб     | Югославія      | 2 – 4     | Румунія        | Балканський кубок       | -    |                 |
| 02.08.1931 | Белград    | Югославія      | 2 – 1     | Чехословаччина | товариський матч        | -    |                 |
| 02.10.1931 | Софія      | Туреччина      | 2 – 0     | Югославія      | Балканський кубок       | -    |                 |
| 04.10.1931 | Софія      | Болгарія       | 3 – 2     | Югославія      | Балканський кубок       | -    | Капітан команди |
| 25.10.1931 | Познань    | Польща         | 6 – 3     | Югославія      | товариський матч        | -    | Капітан команди |
| 26.06.1932 | Белград    | Югославія      | 7 – 1     | Греція         | Балканський кубок       | -    | Капітан команди |
| 03.07.1932 | Белград    | Югославія      | 3 – 1     | Румунія        | Балканський кубок       | -    | Капітан команди |
| 30.04.1933 | Белград    | Югославія      | 1 – 1     | Іспанія        | товариський матч        | -    |                 |
| 24.09.1933 | Белград    | Югославія      | 2 – 2     | Швейцарія      | Відбір до ЧС 1934       | -    |                 |
| 02.09.1934 | Прага      | Чехословаччина | 3 – 1     | Югославія      | товариський матч        | -    | 37'             |
| 16.12.1934 | Париж      | Франція        | 3 – 2     | Югославія      | товариський матч        | -    |                 |
| Усього     |            | Матчів         | 39        |                | Голів                   | 0    |                 |

## За межами футбольного поля
Успішно закінчив середню школу, а у 1925 році поступив в університет на медика. У 1930 році після повернення з Монтевідео одружився з Елі Попс, дочкою відомого белградського адвоката Фредерика Попса. Він їх шлюбу народились дві доньки – Гордана і Мар'яна.  
У 1931 році Івкович закінчив університет і одразу відправився на військову службу, спершу у військовий госпіталь у Белграді, а пізніше у Словенію. Після повернення з армії відкрив власну практику. 
Івкович активно цікавився політикою, був прихильником комуністичної партії. У 1936 році був ініціатором бойкоту Югославією берлінської Олімпіади. 
У 1938 році померла дружина Милутина від туберкульозу. З початком  Другої світової війни вступив до армії. Воював у підпіллі, потрапив у полон і був розстріляний 25 травня 1943 року фашистами. 
Вихованням доньок займалась його мати Міла, що дожила до глибокої старості (померла у 1975 році). На честь Милутина Івковича названо одну з вулиць у Белграді, а біля стадіону футбольного клубу «Партизан» для вшанування його пам'яті встановлена меморіальна дошка. 

## Трофеї і досягнення
- Чемпіон Югославії: 1924, 1925
- Срібний призер чемпіонату Югославії: 1926
- Чемпіон футбольної асоціації Белграда: 1923, 1924, 1925, 1926, 1928
- Півфіналіст чемпіонату світу: 1930
- Срібний призер Балканського кубку: 1929-31, 1932
- Переможець Кубка короля Олександра: 1927
- Срібний призер Кубка короля Олександра: 1926